# Ochiul minții
Ochiul minții (1978) (titlu original Splinter of the Mind's Eye) este un roman science fiction scris de Alan Dean Foster și reprezintă o continuare a filmului Războiul stelelor și a novelizării sale, Războiul stelelor: Din aventurile lui Luke Skywalker. Acesta este primul roman al seriei Războiul stelelor publicat după lansarea filmului din 1977, fiind și una dintre primele lucrări a cărei acțiune se petrece în acest univers.
Personajele principale sunt Luke Skywalker, prințesa Leia, C-3PO, R2-D2 și Darth Vader. Han Solo și Chewbacca nu apar, primul fiind menționat de Luke Skywalker către sfârșitul cărții ca un "contrabandist și pirat" pe care l-a cunoscut. Inițial, cartea era destinată realizării unei continuări cu buget redus a Războiului stelelor, în cazul în care filmul original nu ar fi avut succes.

## Intriga
Luke și Leia călătoresc pe Circarpous IV pentru a-i convinge pe locuitorii acestei planete să se alăture Rebeliunii. O furtună energetică ciudată face ca nava lor să se prăbușească pe planeta mlăștinoasă Mimban, pe care se află o mină energetică secretă a Imperiului. Pentru a-și ascunde identitățile, Luke pretinde că Leia este servitoarea lui, dar o bătrână pe nume Halla simte că Forța este puternică la Luke. Femeia le arată un fragment din cristalul Kaiburr, care amplifică și concentrează Forța, promițându-le lui Luke și Leiei că îi va ajuta să plece de pe planetă dacă ei o ajută la rândul lor să găsească întregul cristal.
Leia este nemulțumită că Luke a pretins că ar fi servitoarea lui, aplicându-i și o "corecție" la un moment dat, iar cei doi se iau la harță. Însă pe planetă este interzis orice scandal, așa încât cei doi sfârșesc în închisoarea imperială. Aici sunt interogați de căpitanul-șef Grammel, care descoperă și confiscă fragmentul de cristal și armele lui Luke, pe care le trimite guvernatorului regional, Bin Essada. Luke și Leia sunt închiși într-o celulă de maximă securitate, alături de doi yuzzemi bețivi și prietenoși, Hin și Kee.
Halla folosește Forța pentru a-i ajuta pe prizonieri să evadeze. Yuzzemii ucid paznicii imperiali, recuperează armele și toți cinci fug cu un vehicul furat, îndreptându-se spre templul lui Pomojema, unde crede Halla că se află cristalul Kaiburr. Lor li se adaugă și cei doi roboți, C-3PO și R2-D2, dar grupul este nevoit să se despartă pentru a scăpa de urmărirea unui monstru asemănător unui vierme. Luke și Leia se ascund într-o peșteră subterană, unde sunt atacați de o altă creatură de care băiatul scapă folosind sabia laser a tatălui său. Cei doi găsesc un oraș subteran, păzit de un trib al cărui prizonier deveniseră între timp Halla și grupul ei. Pentru a-și elibera prietenii, Luke trebuie să-l învingă pe campionul tribului, dar orașul subteran este atacat de trupele imperiale conduse de Darth Vader și de căpitanul-șef Grammel.
Tribul respinge atacul imperial, iar Luke și prietenii săi pornesc spre templul lui Pomojema, unde găsesc cristalul Kaiburr. Grupul este atacat de un monstru și singura modalitate de a scăpa de el o reprezintă distrugerea coloanelor templului, prăbușind astfel acoperișul. Chiar atunci ajunge și Vader, iar Leia îl înfruntă folosind sabia lui Luke. Ea este grav rănită, dar Luke reușește să scape dintre dărâmături și îi ia locul, făcându-l pe Lordul Sith să cadă într-un puț. Luke și Leia sunt vindecați cu ajutorul cristalului și, alături de Halla, pleacă prin cețurile de pe Mimban.

## Istoria
În 1976, Alan Dean Foster a fost ales pentru a scrie novelizarea Războiului stelelor, permițându-i-se accesul la filmări și la schițele de scenariu. Contractul îi cerea lui Foster să scrie și un al doilea roman, necesar unei continuări cu buget redus a filmului, în cazul în care acesta nu ar fi avut succes. Deși Foster a primit mână liberă în dezvoltarea intrigii, i s-a cerut să folosească o serie de elemente din film, pentru ca acestea să poată fi refolosite la filmări. Pentru a reduce costurile ecranizării, Foster a ales ca loc al acțiunii o planetă cețoasă. După afirmațiile lui Foster, singura cerință a lui Lucas după consultarea manuscrisului a fost schimbarea tipului de navă folosit de Luke și Leia înainte de prăbușirea pe Mimban, pentru a reduce cheltuielile de filmare.
Cristalul Kaiburr are la bază talismanul "Kiber" care amplifica Forța, inclus în primele schițe ale Războiului stelelor, dar eliminat ulterior pentru a da Forței o putere mai eterică.
La data publicării romanului, filmul Războiul stelelor depășise recordul de încasări la box office, iar ecranizarea romanului Ochiul minții a fost abandonată în favoarea viziunii lui Lucas a unei continuări cu buget mare. Totuși, cartea a fost adaptată ulterior într-un roman grafic de către Terry Austin și Chris Sprouse, publicat de Dark Horse Comics în 1996. Adaptarea include personaje din Războiul stelelor - Episodul V: Imperiul contraatacă, care nu apar în romanul original.
Los Angeles Times a desemnat Ochiul minții ca una dintre cele mai influente opere ale universului Războiul stelelor.

## Inconsecvențe
În timpul duelului cu săbiile laser dintre Luke și Darth Vader, ultimul afirmă că știe că Luke este pilotul care l-a lovit în timpul cursei din Steaua Morții, deși în film Han Solo făcuse acest lucru cu Șoimul Mileniului.